# Anaïs de Bassanville

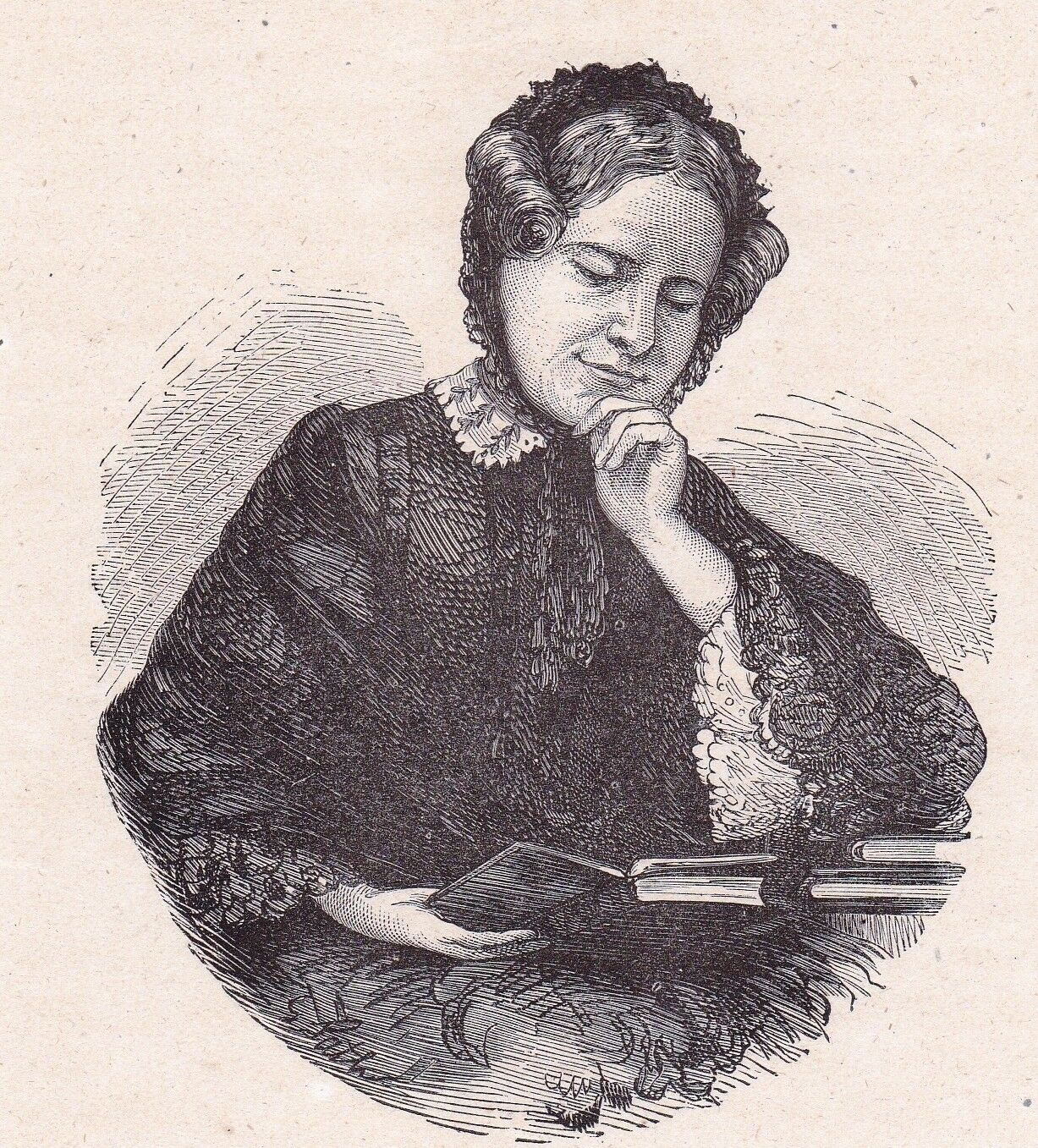
Anaïs de Bassanville

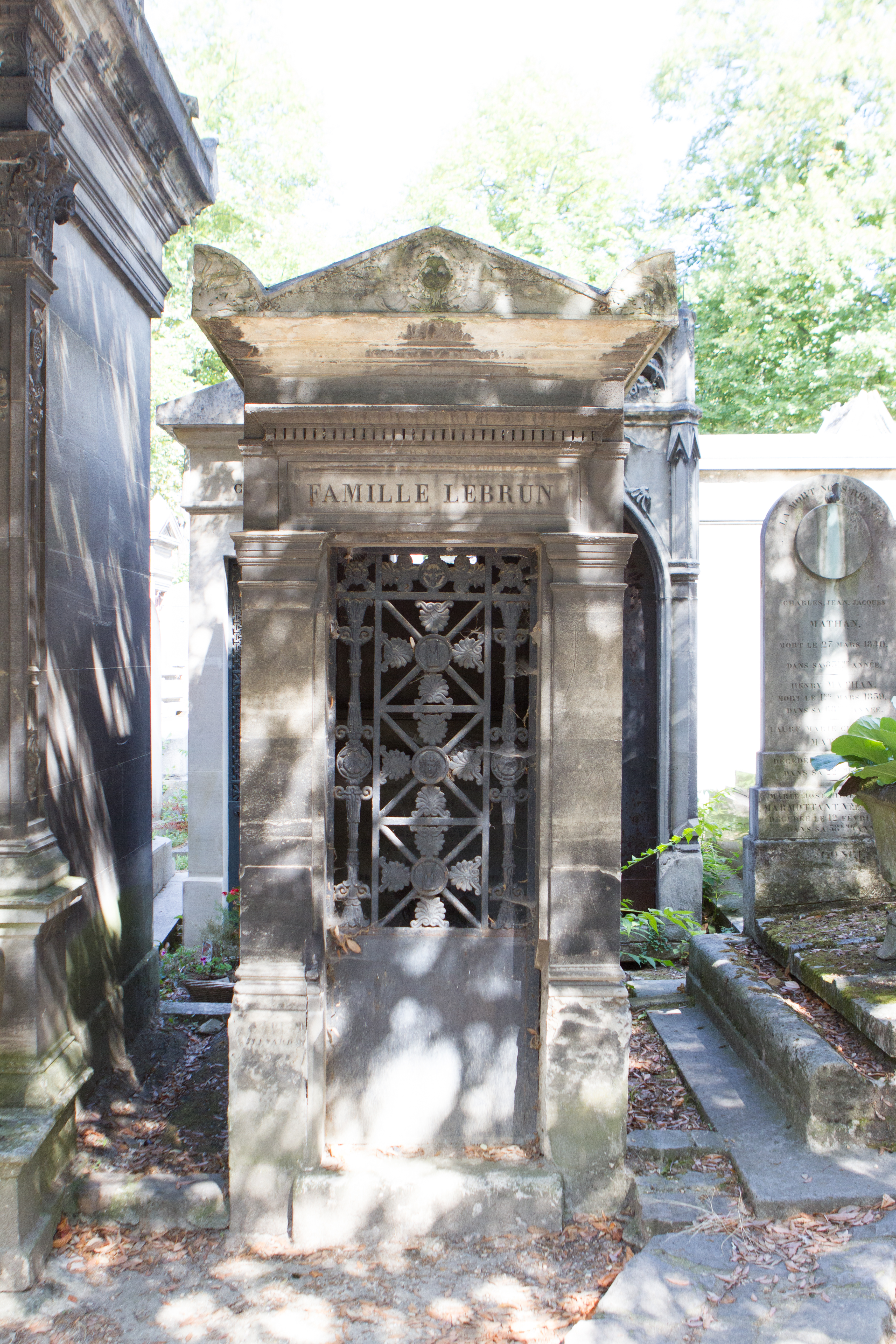
Grabstätte auf dem Pere-Lachaise

Anaïs de Bassanville, geborene Rigo (* zwischen 1802 und 1806; † November 1884), war eine französische Autorin und Herausgeberin von Frauenzeitschriften sowie Journalistin und Übersetzerin, die für ihre Veröffentlichungen das Pseudonym Comtesse de Bassanville verwendete.
Über Bassanvilles Leben ist nur bekannt, dass sie das Internat von Jeanne Louise Henriette Campan besuchte. In Nachschlagewerken ist abweichend von ihrem Mädchennamen der Ehename Lebrun genannt. Ihr Debüt als Autorin hatte sie erst, über 40-jährig, im Jahr 1847.
Es sind eine Vielzahl ihrer Veröffentlichungen überliefert, vor allem Benimmhandbücher, die sich mit der Erziehung von Mädchen oder auch dem richtigen Auftreten in Gesellschaft befassen.
Bassanville starb im Pariser Krankenhaus Saint-Périne. Sie ist in einer Grabstätte auf dem Cimetière du Père-Lachaise bestattet, zusammen mit dem Kavallerieoffizier Paul Le Brun de Bassanville.

## Werke
- Les aventures d'une épingle ou Trois siècles de l'histoire de France, 267 p., Paris, Aubert, 1846
- La corbeille de fleurs, 1848
- Les mémoires d'une jeune fille, 1849
- Le monde tel qu'il est, 1853
- Les primeurs de la vie, 1854
- Délassements de l'enfance, 1856
- Les épis d'une glaneuse, 1858
- les Deux familles, 1859
- Les salons d'autrefois, souvenirs intimes, 4 vol. in-18,  Paris, P. Brunet, 1861–1863
- De l'éducation des femmes, 1861
- Les Contes du bonhomme jadis, 1861
- L'entrée dans le monde, 1862
- Les Secrets d'une jeune fille, 1863
- Les Ouvriers illustres, 1863
- Code du cérémonial : Guide des gens du monde dans toutes les circonstances de la vie,
- Beauté et bonté ; La Folle du logis, 126 p., Paris, A. Hatier, 1902